# Beachhandball-Weltmeisterschaften 2004
Die Beachhandball-Weltmeisterschaften 2004 waren die ersten regulär ausgetragenen Welt-Titelkämpfe in der zu dieser Zeit kaum mehr als zehn Jahre alten Sportart, die sich in sehr kurzer Zeit verbreiten konnte. Das Turnier wurde vom 27. bis 30. November 2004 in El-Guna, Ägypten, ausgetragen. Es fand ein Wettbewerb für Frauen und ein Wettbewerb für Männer statt. Veranstalter war die Internationale Handballföderation (IHF).

## Hintergründe
Nachdem schon 2001 in Rio de Janeiro Weltmeisterschaften durchgeführt werden sollten, diese aber kurzfristig abgesagt wurden und das Turnier bei den World Games im japanischen Akita stattdessen als Weltmeisterschaft gewertet wurde, konnten 2004 in Ägypten erstmals reguläre Weltmeisterschaften im Beachhandball ausgetragen werden. Nach den Panamerika-Meisterschaften (1998), den Europameisterschaften (2000), den World Games (2001) sowie den Asienmeisterschaften (2004) waren die Weltmeisterschaften das fünfte internationale Turnier, das in dieser Sportart geschaffen wurde. IHF-Präsident Hassan Moustafa, der immer bemüht war Handball in all seinen Formen noch populärer zu machen und vor allem in Regionen der Welt zu popularisieren, die bislang noch keine Handballhochburgen waren, sorgte dafür, dass die erste WM in sein Heimatland und damit nach Afrika vergeben wurde. Ägypten, das nur mit einer Männermannschaft antrat, konnte dabei wie bei den Frauen Russland die ersten Titel gewinnen. Neben Russland und den zweimal Zweitplatzierten Türken waren auch Brasilien, Kroatien und Ungarn mit je einer Mannschaft beiderlei Geschlechter vertreten. Brasilien war auch die einzige Mannschaft, die im Vergleich zu den inoffiziellen ersten Weltmeisterschaften 2001 im Rahmen der World Games wieder mit beiden Mannschaften vertreten war und zudem die einzige Männermannschaft, die wieder am Start war. Bei den Frauen kehrte Japan zurück, die Ukraine schickte dieses Mal eine Männer- statt einer Frauenmannschaft ins Rennen. Alle übrigen Mannschaften debütierten auf Weltebene.
Die Wettbewerbe fanden auf einer Insel in der Nähe des Tourismus-Hotspots Hurghada statt, zu der man nur per Schiff kam. Somit mussten alle Teilnehmer und Zuschauer erst auf diesem Wer anreisen. Da das endgültige, weitestgehend bis heute geltende Regelwerk noch nicht vollends entwickelt war, ähnelte der Beachhandball bei der WM 2004 noch etwas mehr als heute dem Hallenhandball. Auch deshalb konnten problemlos drei Schiedsrichterpaare zum Einsatz kommen, die zuvor beim Handballturnier der Olympischen Sommerspiele 2004 zum Einsatz gekommen waren.
| Frauen Details | el-Guna, Ägypten | Russland | 2:1 | Türkei | Italien  | kein Platzierungsspiel | Kroatien |
| Männer Details | el-Guna, Ägypten | Ägypten  | 2:1 | Türkei | Russland | 2:1                    | Kroatien |

Damit wurden die amtierenden Europameisterinnen aus Russland auch Weltmeisterinnen. Bei den Männern setzten sich die Gastgeber durch.

## Platzierungen
| Nation         | Frauen | Männer |
| -------------- | ------ | ------ |
| Ägypten        | 0–     | 01     |
| Bahrain        | 0–     | 07     |
| Brasilien      | 06     | 09     |
| Hongkong       | 08     | 0–     |
| Italien        | 03     | 0–     |
| Japan          | 07     | 0–     |
| Kroatien       | 04     | 04     |
| Oman           | 0–     | 08     |
| Russland       | 01     | 03     |
| Türkei         | 02     | 02     |
| Ukraine        | 0–     | 05     |
| Ungarn         | 05     | 06     |
| Teilnehmerzahl | 8      | 9      |

| Legende | Legende | Legende | Legende              |
| ------- | ------- | ------- | -------------------- |
| 1       | 2       | 3       | Podest-Platzierungen |
| 4       | 4       | 4       | vierter Halbfinalist |